# IKEA-pennor

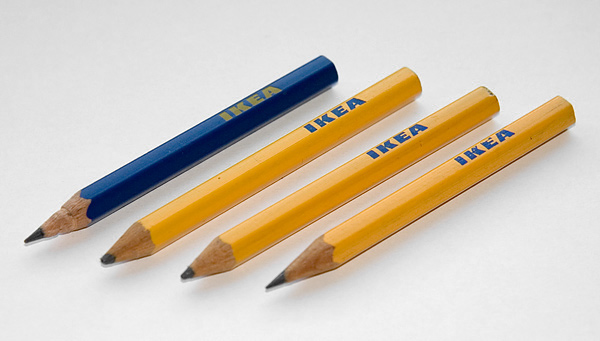
Gamla Ikea-pennor

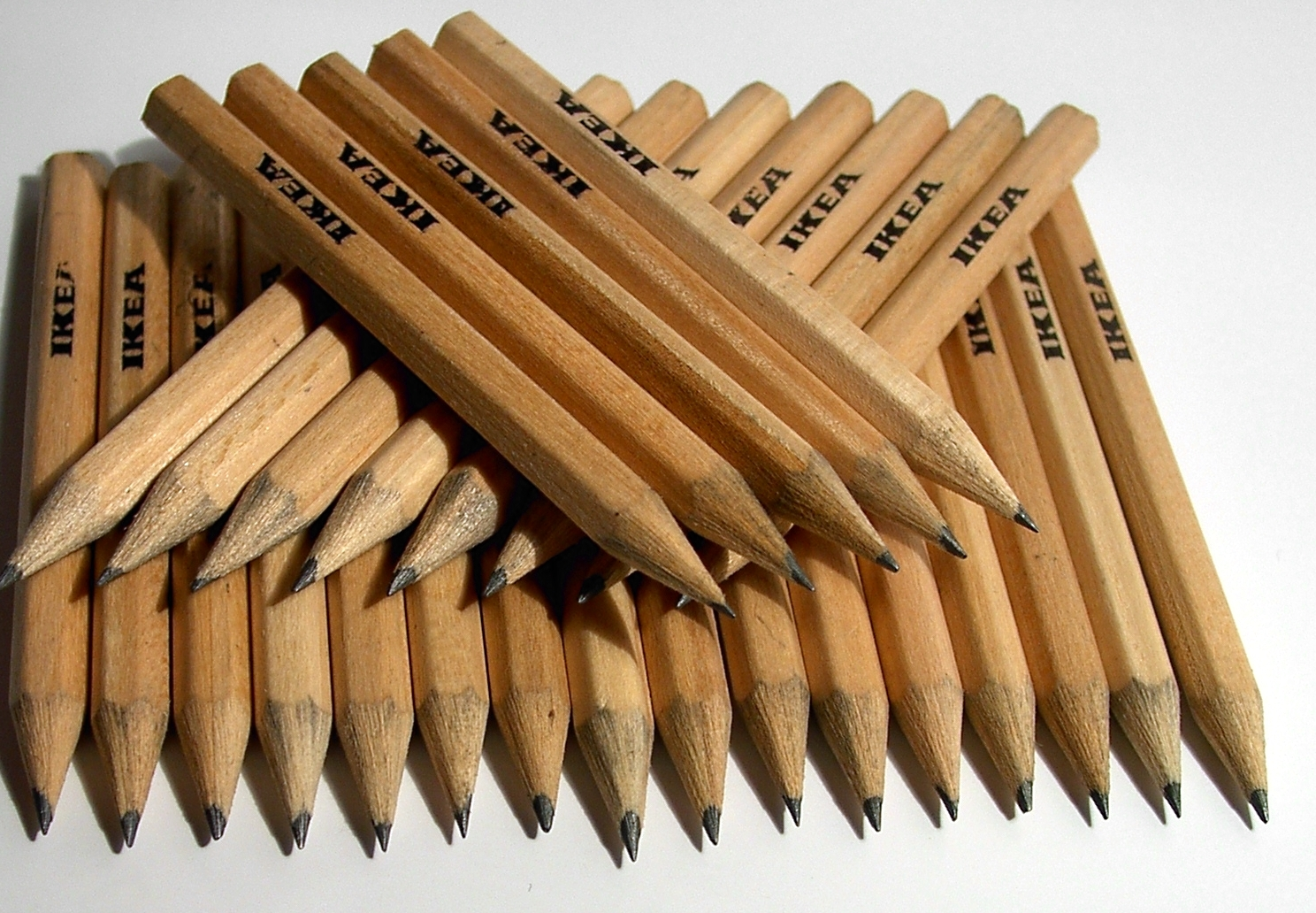
Moderna Ikea-pennor.

IKEA-pennor är små pennor som tillhandahålls gratis i Ikea-butiker över hela världen. De finns i små lådor fästa på stolpar, tillsammans med kartor och måttband. Ikea-pennan har varit känd för det stora utbudet av mönster. Genom åren ändrades färgen från blå, till gul, till den naturliga färgen på trä, den nuvarande färgen. Trots de olika färgerna har dess mått alltid varit 7x87mm.